# Meriones dahli
Meriones dahli is een zoogdier uit de familie van de Muridae. De wetenschappelijke naam van de soort werd voor het eerst geldig gepubliceerd door Shidlovsky in 1962.